# Horisme taeniolata
Horisme taeniolata là một loài bướm đêm trong họ Geometridae.